# Sarroca de Lleida
Sarroca de Lleida è un comune spagnolo di 457 abitanti situato nella comunità autonoma della Catalogna.